# Briska
Le briska (de l’allemand Barutsche, du polonais bryczka, « voiture légère » ; ou du russe britchka, « chariot léger », lui aussi venant du polonais) est une calèche légère à 4 roues, d'origine autrichienne, à la caisse en osier, qui servait de véhicule de voyage à la fin du XVIIIe siècle et au XIXe siècle. On rencontre fréquemment la forme féminine, « une briska ». Vers 1840, le briska remplaça parfois la malle-poste, plus lourde. En France, sous Louis-Philippe, le service de la Poste était assuré par vingt-cinq berlines et quatre cents briskas.

## Sources
- Joseph Jobé, Au temps des cochers, Lausanne, Edita-Lazarus, 1976 (ISBN 2-88001-019-5)